# カタイトカケ
カタイトカケ（学名：Opalia levis）は、イトカケガイ科に分類される海産の巻貝の1種。殻高10-12mmの細長い灰白色の殻をもち、紀伊半島沖や奄美大島沖の水深80-160mから知られる。
種小名の levis はラテン語の levis（「滑らかな」「擦れた」などの意）で、殻表が磨滅して滑らかになったように見えることによる。和名は原記載時に新称されたが「カタ」の意味については説明されていない。おそらくは「硬い」の意で、カタマイマイやカタツノマタなど殻が厚く堅固な貝類の和名に用いられることがある。なお原記載における和名はカタイトカケガイであるが、代表的な日本の貝類図鑑である『日本近海産貝類図鑑』（2000年）および第二版（2017年） の表記法に従いここではガイを付けない

## 分布
日本：　紀伊半島沖水深80-160m、奄美大島沖水深80m。タイプ産地は和歌山県串本町沖水深80m。

## 形態
2010年に新種として記載された種で、以下の説明は原記載 を参考に記述された。
大きさと形：殻高10-12mm、殻径3.5-3.8mmほどの小型種で、全体に細長く、殻頂に向かってより細まる。殻表には弱い縦畝があるだけで、他の多くのイトカケガイ科貝類に見られる糸掛け状装飾はもたない。螺層は10層以上で、螺管は弱く膨れ、縫合は明瞭にくびれる。
殻質と殻色：殻質はやや厚く、光沢のない灰白色、成貝では表面が部分的に侵食されて暗色の下層が現れている場合もある。
原殻：原殻（プロトコンク）は調査された全標本で多少なりとも侵食されているため正確な特徴は観察されていないが、おそらくは円錐形で平滑だと推定されている。
殻表彫刻：後成殻の表面には螺状に並んだ微細なピット列（微細孔の列）が多数ある。これとは別に幼層部には弱いながらも明瞭な縦肋があり、その密度は第3層で16本程度であるが、これら縦肋は成貝の下層部では極めて弱まるか、もしくは完全に消失する。その結果、下層部では微細な螺条と縦条（成長線）及びその間隙に形成された微細ピットの螺状列のみが顕著となる。また螺塔の所々には不規則に縦張肋（口唇形成の跡）をもつ。殻底には太いキールに囲まれた底盤（上の部分から強い螺肋で区切られた殻底部のことで、イトカケガイ科の特定の種に見られる形質）をもつ。
殻口と臍孔：殻口は円形で口縁は二重となり、外唇は厚くなるが強くは張り出さない。臍孔は閉じる。
蓋：蓋は殻口と同形同大の円形で殻口を完全に塞ぐ。
軟体：歯舌その他の軟体部の形態については報告がない。

## 生態
水深80-160mから採取されたこと以外に生態は知られていない。ただしイトカケガイ科に分類される貝類は一般に刺胞動物を餌としたりそれらに外部寄生することが知られている。

## 分類
原記載
- Opalia levis Nakayama, 2010. Venus 68 (1-2): 173-175. 
タイプ標本は全て和歌山県立自然博物館に所蔵されている。括弧内の記号は同博物館の登録番号で、WMNHは同館の略号、Moはmollusca（軟体動物）、Naは永井誠二コレクションを示している。
  - ホロタイプ（WMNH-Mo-Na-765）：殻高11.0mm 殻径3.5mm。紀伊半島沖 水深80-160m （北緯33度25分00.00秒 東経135度47分00.00秒 / 北緯33.4166667度 東経135.7833333度）
  - パラタイプ（WMNH-Mo-Na-57）：殻高11.8mm 殻径3.5mm。紀伊半島沖 水深80-160m （同上）
  - パラタイプ（WMNH-Mo-Na-764）：殻高10.0mm 殻径3.8mm。奄美大島沖 水深80m （北緯28度14分00.00秒 東経129度30分00.00秒 / 北緯28.2333333度 東経129.5000000度）

## 類似種
- キイフシイトカケ Opalia aglaia (Bartch, 1915)

縦張肋がなく殻口が一重であることで本種と区別される。紀伊半島沖と南アフリカから知られる。
- ネダケイトカケ Gregorioiscala japonica Masahito & Habe, 1976

縦肋が粗く強いこと、底盤が傾きその周囲の螺肋が強いことで本種と区別される。相模湾から土佐湾にかけての深海から知られる。